# Apalone atra
 Apalone atra és una espècie de  tortuga de closca tova de la família Trionychidae que només es troba a Mèxic.

## Hàbitat i Taxonomia
És una tortuga nativa de Mèxic, i es troba a l'àrea de la vall de Cuatro Ciénagas. Es discuteix si és una subespècie d'Apalone spinifera.

## Estat de conservació
Apalone atra es troba en estat crític d'extinció, sent l'única espècie d'Apalone prohibida de comercialitzar. Una de les causes és la competència amb Apalone spinifera per l'hàbitat comú, la qual cosa podria desembocar ràpidament en la seva extinció. Es troba a la  Llista Vermella d'Animals en Perill d'Extinció de la Unió Internacional per a la Conservació de la Natura (UICN) i en l'apèndix I de CITES.